# Museo Mixteco-Tlayúa
El Museo Mixteco-Tlayúa es un recinto cultural que se encarga de la divulgación de la ciencia, la investigación científica y la conservación del patrimonio paleontológico del estado de Puebla. Esta difusión se ha hecho a través de diversas acciones, entre ellas, la difusión de contenido a través de redes sociales. 
Por otro lado, crea centros de difusión y divulgación científica, pues el museo ha sido sede de eventos como reuniones anuales de la Sociedad de Paleontología de Vertebrados, la Reunión Latinoamericana de Paleontología, Reunión Internacional de Peces Mesozoicos, Comisión Internacional de Historia de las Ciencias Geológicas, el Simposio Latinoamericano de Icnología en 2023 y el XII Congreso Latinoamericano de Paleontología.

## Historia
El descubrimiento de los restos de diversos organismos estampados en las lajas de piedra se inició en 1962, cuando Miguel Aranguthy Juárez heredó el lugar y se dedicó a extraer las lajas para su comercialización. Estas piedras eran principalmente vendidas para el recubrimiento de pisos y fachadas. Sin embargo, al partir las lajas, se encontraron con esqueletos fosilizados de peces y otros organismos incrustados en la roca. Aunque estos fósiles no tenían un valor económico para ellos, intuyeron que poseían una gran importancia científica. Los denominaron “mojarras petrificadas” y se propusieron investigar su origen y significado, sentando así las bases para una de las colecciones paleontológicas más relevantes de México.
Posteriormente, Miguel Aranguthy notificó al Departamento de Paleontología del Instituto de Geología de la Universidad Nacional Autónoma de México (IGLUNAM). En 1981, el IGLUNAM comenzó las primeras exploraciones paleontológicas en la zona. Fue en este contexto que el propietario decidió donar todos los fósiles extraídos de su cantera para la investigación, con la única condición de que no terminaran decorando las chimeneas de los millonarios; sino que, permanecieran accesibles para el pueblo mexicano.
Bajo esta premisa, el Dr. Shelton P. Applegate, pionero del proyecto Tlayúa e investigador del Instituto de Geología, junto a un destacado equipo de científicos, dio inicio a un proyecto que culminó en la creación de un museo de sitio. 
Inicialmente este museo concebido como un museo de sitio, fue denominado “Museo Pie de Vaca” y fue inaugurado el 30 de septiembre de 1989 con una única sala, cuyo propósito era la difusión y preservación del patrimonio paleontológico de la localidad. En cuanto al nombre, fue en alusión al hecho de que aparte de los restos marinos que se encuentran, hay otra serie de capas más recientes, que tienen pisadas de animales que al parecer fueron camellos, pero como es semejante a la de una vaca, los lugareños llamaron así a este lugar.

## Sobre el lugar
El Museo Regional Mixteco Tlayúa se encuentra en una zona árida. Sin embargo, las rocas que aquí afloran nos indican que en el pasado había un gran lago cuyos litorales eran visitados por grandes mamíferos y aves exóticas. Las rocas que aquí se formaron fueron  bajo el mar, entre ellas, encontramos restos de animales  preservados. 
En los alrededores de Tlayúa hay pinturas rupestres y  sitios arqueológicos, que se remontan al periodo Clásico hasta la Conquista. La actividad artística y comercial más importante que se desarrolló en este lugar fue la alfarería, ya que aquí surgió la cerámica conocida como “Anaranjado delgado". Esta  se utilizó durante el periodo  de la cultura Teotihuacana.
En cuanto a su vegetación se encuentra la selva baja caducifolia y matorral xerófilo, la cual se adapta a las condiciones del lugar. El clima del municipio suele ser entre semicálido subhúmedo y templado subhúmedo, con lluvias en la temporada de verano.
Este municipio, perteneciente a la región Mixteca en el sur del estado de Puebla, es de gran relevancia desde los ámbitos cultural, arqueológico y paleontológico. Desde la perspectiva paleontológica, alberga una de las zonas fosilíferas más importantes y estudiadas de México: la Cantera Tlayúa, además de otras localidades notables de distintas edades geológicas, como Pie de Vaca y Los Ahuehuetes.
En los alrededores de Tlayúa se pueden encontrar pinturas rupestres y numerosos sitios arqueológicos que datan desde el periodo Clásico hasta la Conquista. La principal actividad económica del municipio es la extracción y exportación de mármol; además, fue en Tlayúa donde se originó la cerámica conocida como “Anaranjado delgado”, utilizada durante el apogeo de la cultura Teotihuacana.

## Salas y colecciones del museo
- Sala Shelton P. Applegate

Nombre de la sala en honor a uno de los principales promotores del proyecto académico,  el doctor Applegate. 
En esta sala se exponen fósiles de la región de diferentes eras geológicas, principalmente de las localidades fosilíferas; Cantera Tlayúa, Pie de Vaca, Los Ahuehuetes y Rancho Gerardo; también se divulgan temas como la geología de la región y el ciclo de las rocas. 
- Sala intermedia

En esta sala se encuentran infografías históricas y técnicas de las localidades fosilíferas de la región. 
- Sala de usos múltiples

Esta sala es un espacio diseñado para conferencias y talleres del museo. Aunque también cuenta con una pequeña exposición de fósiles regionales.
- Exposiciones temporales

Exposición temporal: Fosilífera. Piedra partida. 2025.
Una exposición audiovisual de Lorena Mal, con fecha de inicio del 22 de febrero de 2025 al 22 de marzo de 2025. La exposición está situada en la sala Shelton P. Applegate del sábado 22 de febrero al 22 de marzo de 2025.
En esta exposición Lorena Mal misma reflexiona sobre las huellas energéticas presentes en los fósiles animales y en el consumo humano de combustibles fósiles. Es así que, se invita a reflexionar sobre el tiempo geológico y como está se relaciona también con el tiempo “humano”.